# Ikul

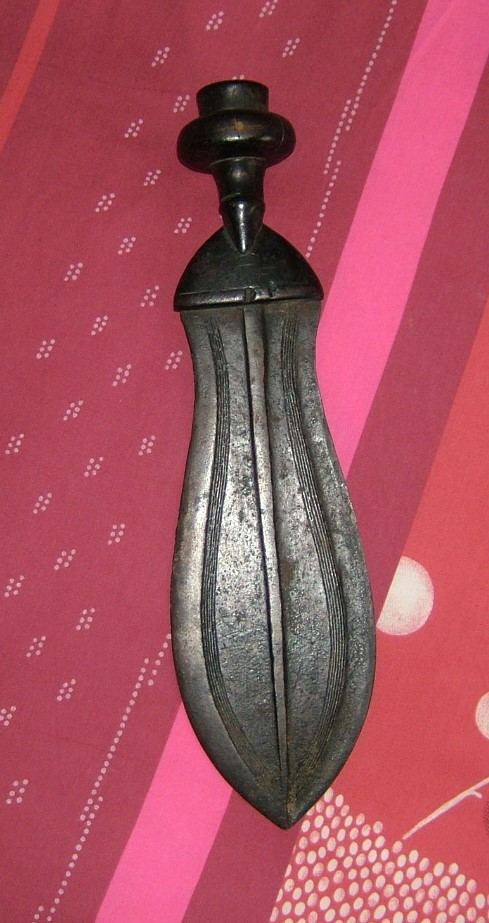
Un ikul

Un ikul o ikula es un cuchillo o espada corta del pueblo Kuba de la República Democrática del Congo.
El ikul consta de una hoja en forma de árbol (de hierro, cobre o madera) y un mango de madera rematado con un pomo redondo con incrustaciones a veces decorativas. La hoja tiene un borde central bien marcado y se puede decorar con grabados. Son cuchillos ceremoniales, algunos de los cuales están hechos únicamente de madera (mango y hoja) y están ricamente decorados.
Los ikul miden unos 35 centímetros de largo. Según la tradición, el rey Shyaam aMbul aNgoong habría introducido el ikul en el siglo XVII después de un largo período de guerra. El rey habría prohibido entonces la espada shongo para reemplazarla con el ikul, un símbolo de paz.

## Galería

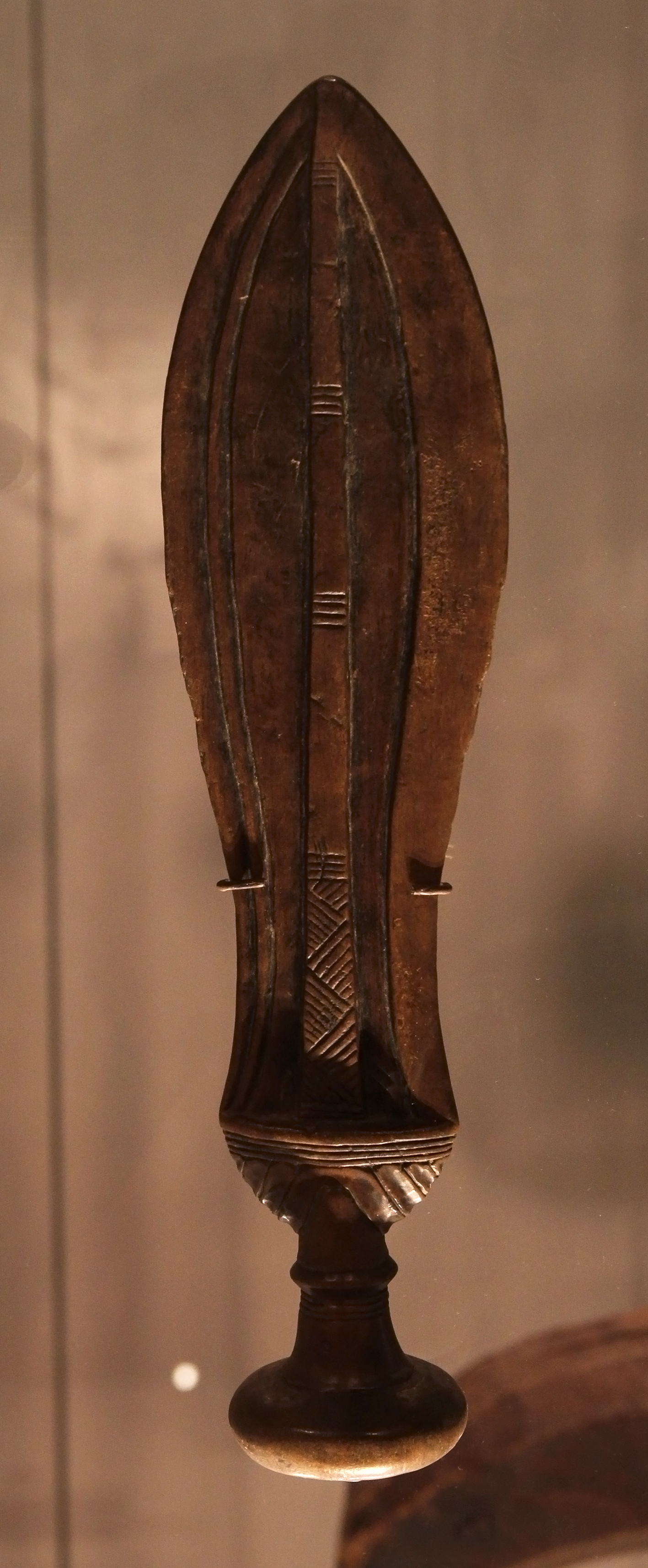
Ikul hecho de madera.
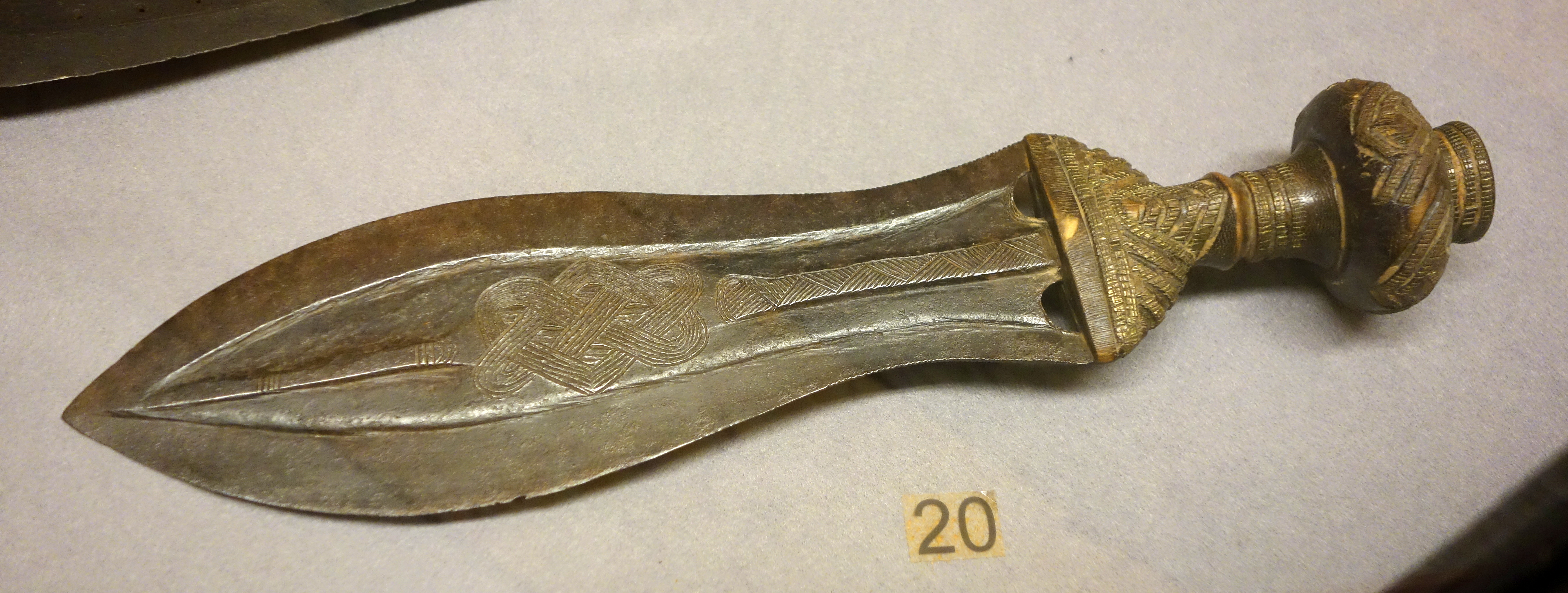
Ikul.
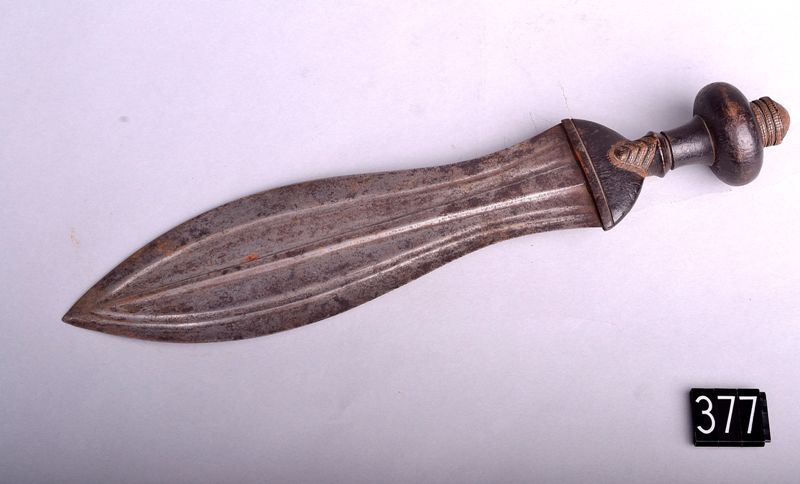
Ikul del pueblo Kuba.
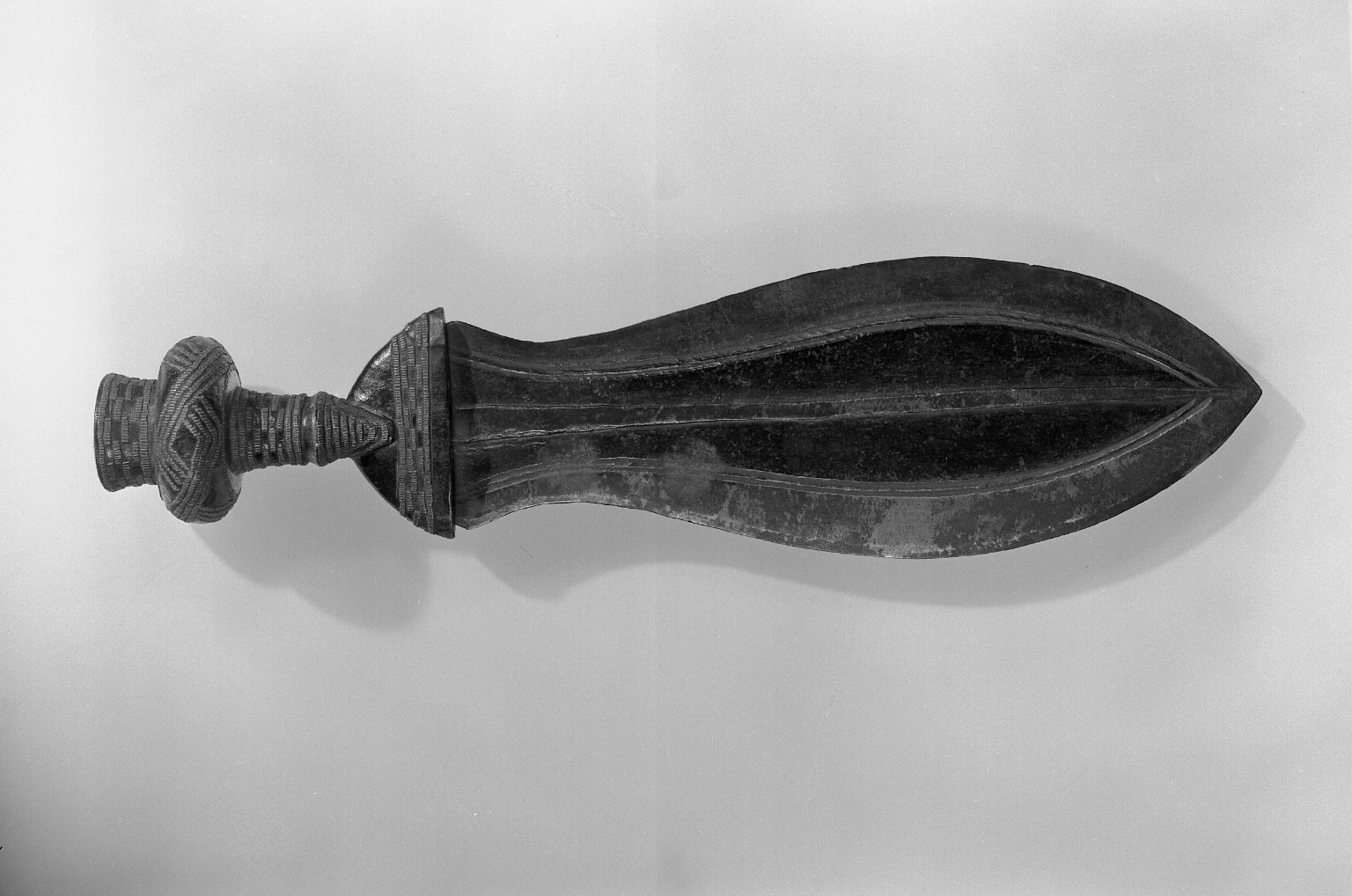
Ikul en el Museo de Brooklyn.
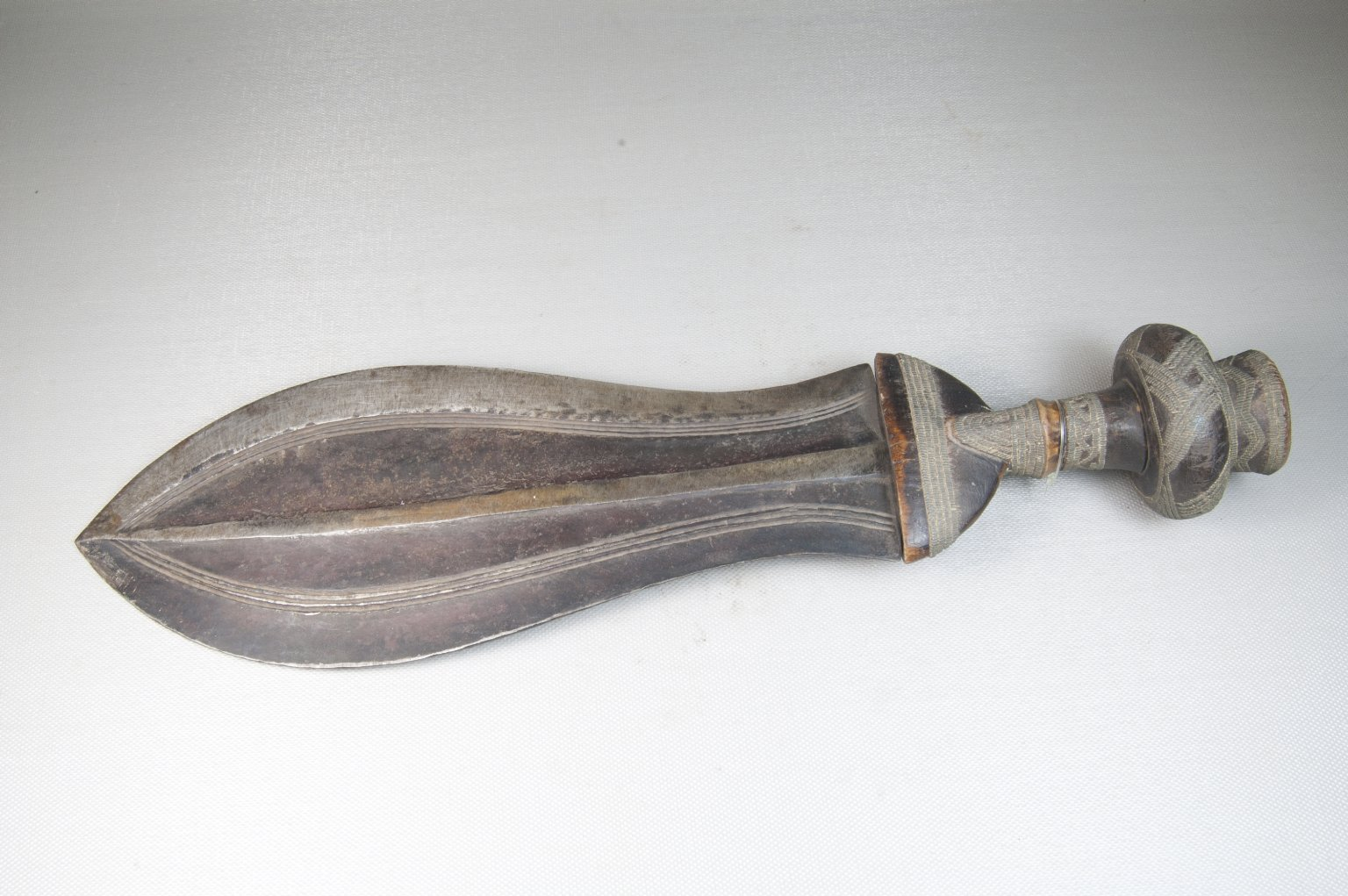
Ikul.